# Merlas
Merlas ist eine französische Gemeinde mit 466 Einwohnern (Stand: 1. Januar 2022) im Département Isère in der Region Auvergne-Rhône-Alpes. Sie gehört zum Arrondissement La Tour-du-Pin und zum Kanton Chartreuse-Guiers. Die Einwohner werden  Montfrinaud(e)s genannt.

## Geographie
Die Gemeinde Merlas liegt im Regionalen Naturpark Chartreuse im westlichen Vorland des Chartreuse-Gebirges, etwa zwölf Kilometer nordöstlich von Voiron. Umgeben wird Merlas von den Nachbargemeinden Saint-Bueil im Norden, Miribel-les-Échelles im Osten, Saint-Aupre im Süden, Saint-Nicolas-de-Macherin im Südwesten sowie Massieu und Saint-Geoire-en-Valdaine im Westen.

## Bevölkerungsentwicklung
| Jahr                       | 1962 | 1968 | 1975 | 1982 | 1990 | 1999 | 2006 | 2013 | 2021 |
| -------------------------- | ---- | ---- | ---- | ---- | ---- | ---- | ---- | ---- | ---- |
| Einwohner                  | 424  | 373  | 290  | 381  | 1249 | 405  | 463  | 498  | 469  |
| Quellen: Cassini und INSEE |      |      |      |      |      |      |      |      |      |

## Sehenswürdigkeiten

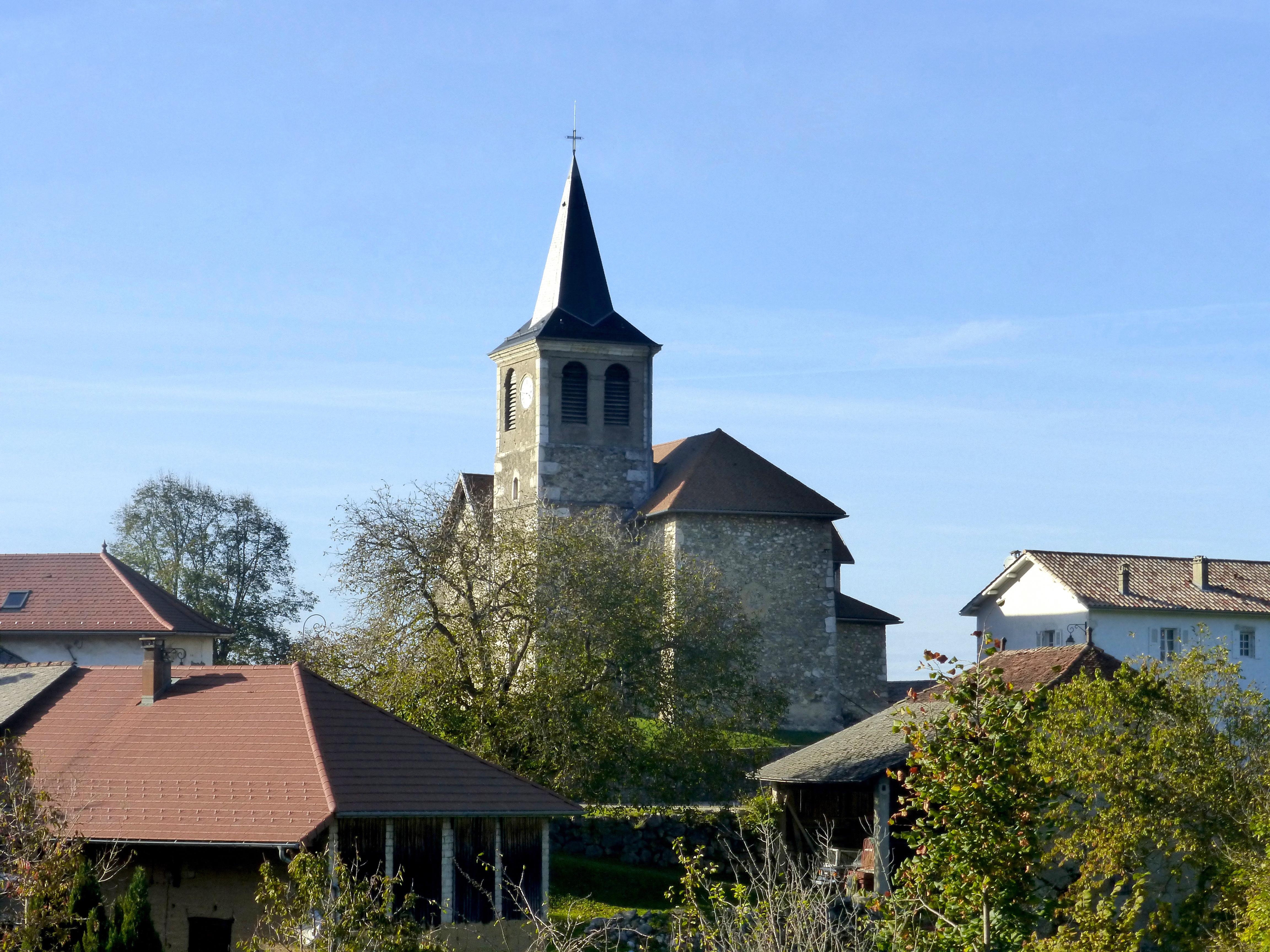
Kirche Saint-Ferréol
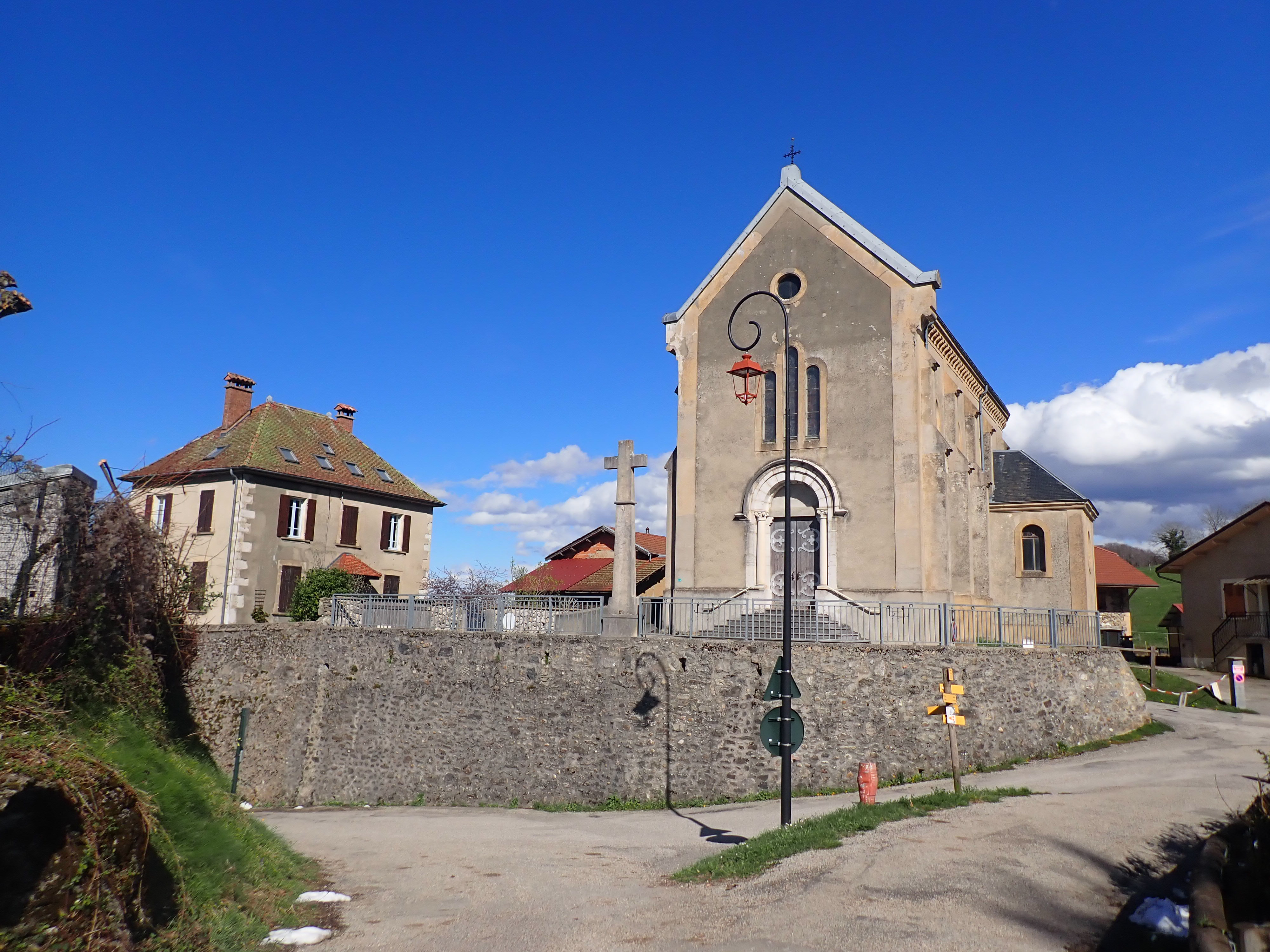
Kapelle Saint-Sixte
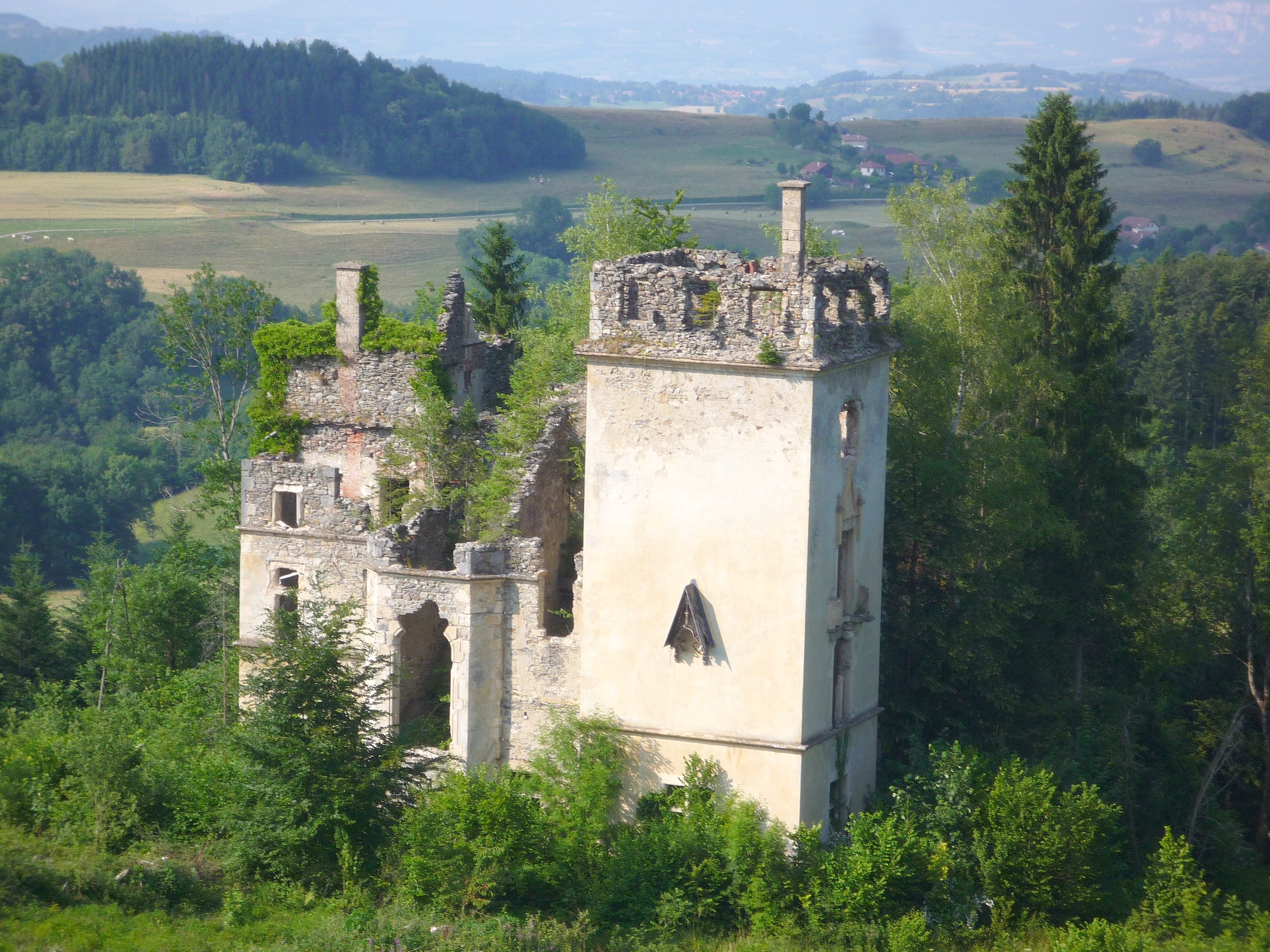
Ruinen des Schlosses Saint-Sixte

- Kirche Saint-Ferréol
- Kapelle Saint-Sixte
- Schloss Saint-Sixte

## Persönlichkeiten
- Adolphe Pégoud (1889–1915), Flugpionier